# Sándor Glancz
Sándor Glancz (Boedapest, 14 juli 1908 - New York, 17 januari 1974) was een Hongaars professioneel tafeltennisser. Hij werd viermaal wereldkampioen tafeltennis.

## Belangrijkste resultaten
- Goud met het team op de wereldkampioenschappen 1928.
- Goud met het team op de wereldkampioenschappen 1929.
- Goud met het team op de wereldkampioenschappen 1933.
- Goud in het mannen dubbelspel op de wereldkampioenschappen 1933 met Viktor Barna.